# Waco (Nebraska)
Waco és una població dels Estats Units a l'estat de Nebraska. Segons el cens del 2000 tenia 256 habitants.

## Demografia
Segons el cens del 2000, Waco tenia 256 habitants, 106 habitatges, i 69 famílies. La densitat de població era de 429,7 habitants per km².
Dels 106 habitatges en un 27,4% hi vivien nens de menys de 18 anys, en un 57,5% hi vivien parelles casades, en un 6,6% dones solteres, i en un 34% no eren unitats familiars. En el 31,1% dels habitatges hi vivien persones soles l'11,3% de les quals corresponia a persones de 65 anys o més que vivien soles. El nombre mitjà de persones vivint en cada habitatge era de 2,42 i el nombre mitjà de persones que vivien en cada família era de 3,06.
Per edats la població es repartia de la següent manera: un 27% tenia menys de 18 anys, un 5,9% entre 18 i 24, un 29,3% entre 25 i 44, un 18,8% de 45 a 60 i un 19,1% 65 anys o més.
L'edat mediana era de 39 anys. Per cada 100 dones de 18 o més anys hi havia 90,8 homes.
La renda mediana per habitatge era de 32.813 $ i la renda mediana per família de 42.292 $. Els homes tenien una renda mediana de 28.125 $ mentre que les dones 19.167 $. La renda per capita de la població era de 18.834 $. Aproximadament el 3,3% de les famílies i el 4,4% de la població estaven per davall del llindar de pobresa.

## Poblacions més properes
El següent diagrama mostra les poblacions més properes.